# Еиен
Еиен (永延) је јапанска ера (ненко) која је настала после Кана и пре Еисо ере. Временски је трајала од априла 987. до августа 988. године и припадала је Хејан периоду. Владајући монарх био је цар Ичиџо.

## Важнији догађаји Еиан ере
- 987. (Еиен 1, десети месец): Цар посећује дом Фуџиваре но Канеија.[3]
- 987. (Еиен 1, једанаести месец): Цар посећује храм Ивашимиџу Хачиман-гу.[3]
- 987. (Еиен 1, дванаести месец): Цар посећује храм Камо.[3]
- 988. (Еиен 2, осми месец): Фуџивара но Канеије позива кући бројне дворјане где их прима са великим поштовањем.[3]
- 988. (Еиен 2, једанаести месец): Цар посећује Канеијев дом како би прославили његов 60 рођендан.[4]